# Ohra (rivière)
L'Ohra est une rivière allemande de Thuringe appartenant au bassin de l'Elbe et qui s'écoule dans l'arrondissement de Gotha.

## Géographie
Elle naît dans la forêt de Thuringe près de la station de ski d'Oberhof de la réunion de la Kernwasser et de la Silbergraben. S'écoulant dans le sens sud-nord, elle traverse la ville d'Ohrdruf avant de se jeter dans l'Apfelstädt à Hohenkirchen qui est un sous-affluent de l'Unstrut par la Gera elle-même affluent de la Saale.
L'Ohra traverse aussi la commune de Luisenthal sur le territoire de laquelle un barrage, l'Ohra-Talsperre (de), a été édifié en 1957. le lac de retenue créé à cette occasion permet l'alimentation en eau potable de 600 000 habitants du land.

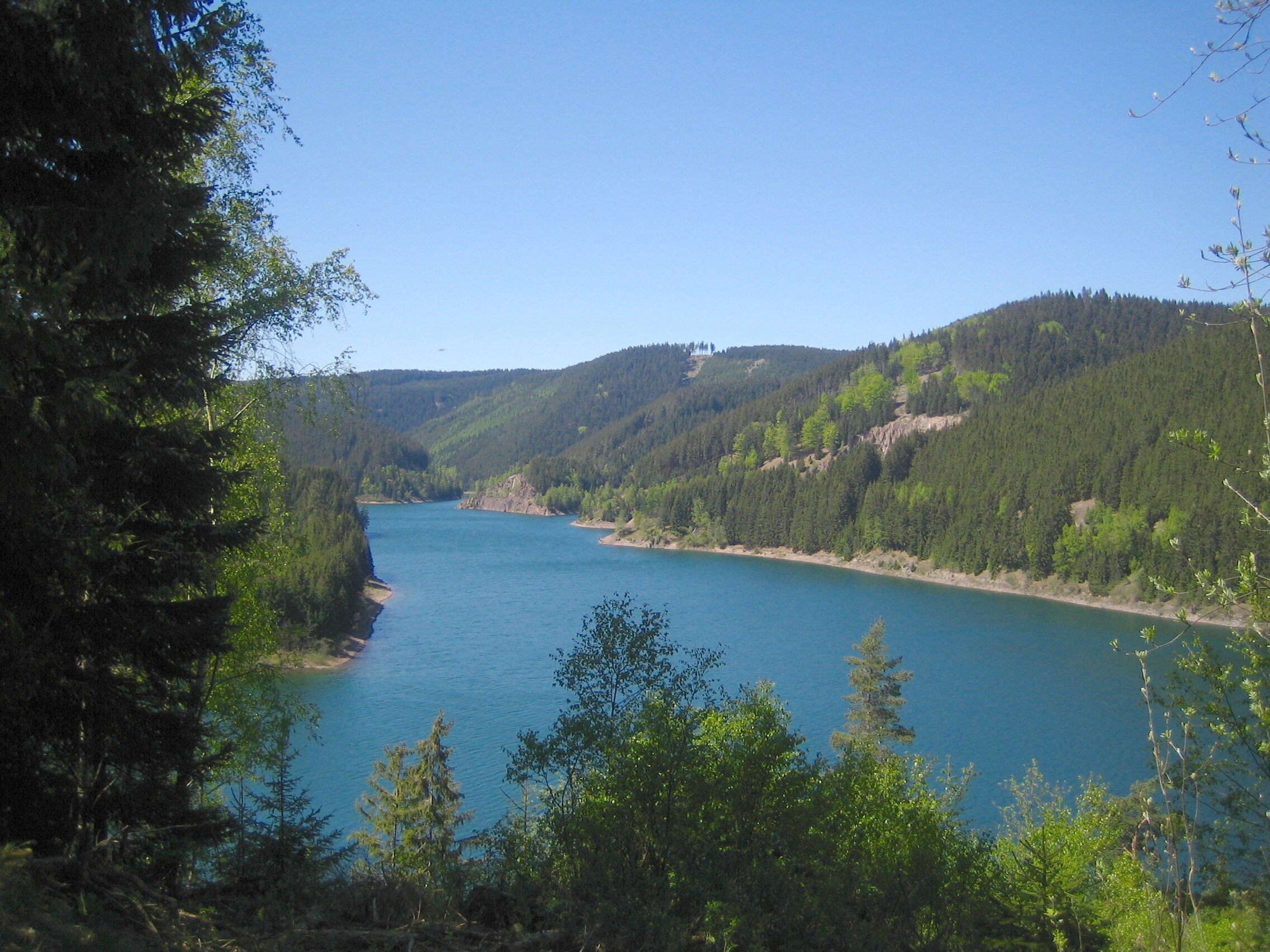
Le lac de retenue de l'Ohra-Talsperre

## Histoire
Le nom de la rivière apparaît en 1378. Durant le Moyen Âge, l'Ohra acquiert une grande importance économique : moulins, forges, tanneries. Le flottage du bois acheminé vers Erfurt commence en 1639.
Dès le début du XXe siècle, un projet de barrage voit le jour, en raison de la qualité de l'eau, pauvre en calcaire et donc bien adaptée aux machines à vapeur.